# モンス市スピエンヌの新石器時代の火打石採掘地
モンス市スピエンヌの新石器時代の火打石採掘地（モンスしスピエンヌのしんせっきじだいのひうちいしさいくつち）は、ベルギーのエノー州にある石灰岩地帯で、ユネスコの世界遺産のひとつである（ID1006）。

## スピエンヌ
スピエンヌはエノー州モンスの一地区である。かつては単独の自治体だったが、1977年にモンスと合併した。

## 地理
地理的には風で運ばれた泥土で覆われたケスタの様相を呈しており、トルイユ川とヴァンプ川という二つの川によって切り込まれている。これらの川が二つの台地を区切っている。
- 西部 - Pa'd'à l'lan（「水の向こう」）
- 東部 - Camp-à-Cayaux（「小石だらけの野」）

これら二つの台地は石だらけで長らく耕作に向かないと見なされていたが、地下の火打石の採掘には結びついた。

## 新石器時代の採掘と発見
採掘は紀元前4000年ころにはじまり、紀元前750年頃に終わった。採掘の井戸は深さ 15 m ほどまで掘られ、地下採掘坑内の面積は 100 ha に及ぶものである。しかし、それは時が来るまで埋もれていた。
発見されたのは19世紀のことである。鉄道敷設中に古代の採掘跡の最初の痕跡が発見された。これはベルギーのみならずヨーロッパでも最初のものであり、ミヒェルスベルク文化期の村落も発見された。
石の材質は石英質で硬い上に加工しやすく、石器時代には石器の材料として多用された。火打石（燧石）としての使用が主になるのは鉄器時代に入ってからである。

## 登録基準
この世界遺産は世界遺産登録基準のうち、以下の条件を満たし、登録された（以下の基準は世界遺産センター公表の登録基準からの翻訳、引用である）。
- (1) 人類の創造的才能を表現する傑作。
- (3) 現存するまたは消滅した文化的伝統または文明の、唯一のまたは少なくとも稀な証拠。
- (4) 人類の歴史上重要な時代を例証する建築様式、建築物群、技術の集積または景観の優れた例。